# سيمون ماكوركيندل
سيمون ماكوركيندل (بالإنجليزية: Simon MacCorkindale)‏ هو منتج أفلام ومنتج ومؤلف موسيقى تصويرية ومخرج وملحن وكاتب سيناريو ومخرج وممثل بريطاني، ولد في 12 فبراير 1952 في المملكة المتحدة، وتوفي بنفس المكان في 14 أكتوبر 2010. بدأ مشواره المهني سنة 1973.

## أعمال

### أفلام
- (1978) جريمة على نهر النيل

### مسلسلات
- ديناستي

## وصلات خارجية
- سيمون ماكوركيندل على موقع IMDb (الإنجليزية)
- سيمون ماكوركيندل على موقع ألو سيني (الفرنسية)
- سيمون ماكوركيندل على موقع تيرنر كلاسيك موفيز (الإنجليزية)
- سيمون ماكوركيندل على موقع أول موفي (الإنجليزية)
- سيمون ماكوركيندل على موقع قاعدة بيانات الأفلام السويدية (السويدية)
- سيمون ماكوركيندل على موقع إن إن دي بي (الإنجليزية)
- سيمون ماكوركيندل على موقع قاعدة بيانات الفيلم (الإنجليزية)
- سيمون ماكوركيندل على موقع كينوبويسك (الروسية)